# Rencontres africaines de la photographie
Les Rencontres africaines de la photographie, également appelées Biennale de la photographie ou Rencontres de Bamako, est une manifestation bisannuelle organisée à Bamako au Mali depuis 1994 pour promouvoir les artistes africains dans le domaine de la photographie africaine contemporaine.
Cette manifestation s'est imposée comme un évènement important des manifestations culturelles malienne et africaine.

## Histoire
Les premières Rencontres de la photographie africaine sont fondées sous le nom de Rencontres de Bamako en décembre 1994, à l’initiative de deux photographes français amoureux de l’Afrique : Françoise Huguier et Bernard Descamps.

## Organisation et prix

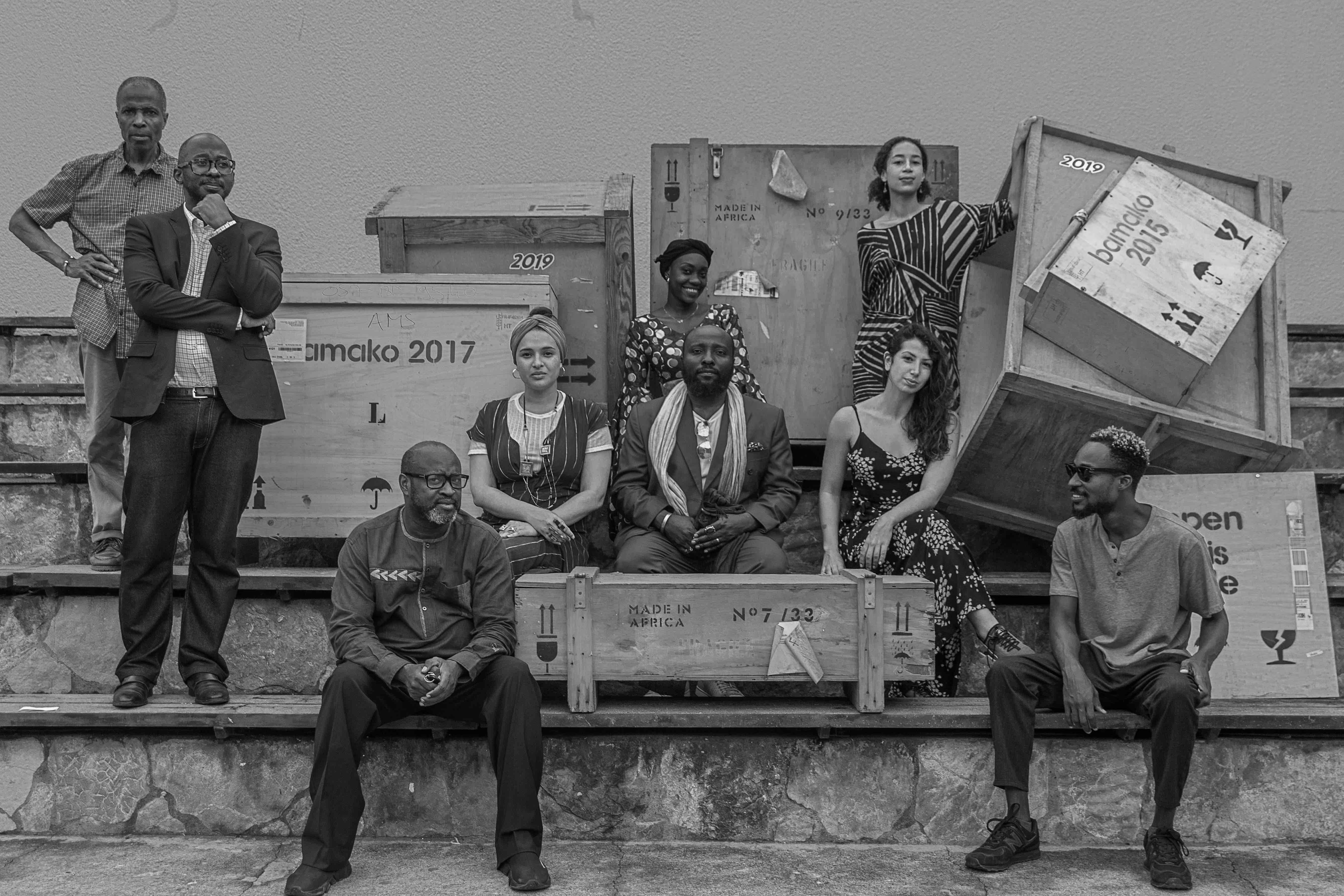
image officielle de la biennale de la photo

Les Rencontres africaines de la photographie sont organisées autour d’expositions de photographes contemporains et de rétrospectives, dans différents lieux culturels de la capitale tels que le Musée national du Mali, la Bibliothèque Nationale du Mali, le Mémorial Modibo Keïta, et le Musée du district. À cela s'ajoutent des colloques et des projections de film. Depuis 2004, la manifestation est sous l'égide de la Maison africaine de la photographie créée pour gérer le succès croissant de la biennale et avec le soutien financier important de la France (via l'opérateur CulturesFrance) et de l'Union européenne. Laura Serani en a assuré la direction artistique de 2009 à 2014.
Les Rencontres africaines de la photographie ont permis de révéler de grands photographes africains comme les maliens Seydou Keïta et Malick Sidibé. 
Différents prix sont décernés au cours des rencontres, parmi lesquels:
- Prix Seydou-Keïta, qui est le prix le plus important attribué lors des Rencontres de Bamako, décerné par le Ministère de la Culture du Mali (dotation : 3000 €).
- Prix de l’Union Européenne, qui distingue le meilleur travail de photographie de presse ou de reportage, pour un photographe originaire d’un pays d’Afrique, des Caraïbes ou du Pacifique (dotation : 3000 €).
- Prix du jury, qui est remis au photographe « coup de cœur » par l’Institut français (dotation : 2000 €).
- Prix de l’Organisation internationale de la francophonie (O.I.F.), qui est remis au meilleur photographe francophone (dotation : 1500 €).
- Prix Casa Africa, qui distingue une photographe résidant en Afrique (dotation : publication d’une monographie, édition d’une collection spécialisée, exposition monographique à Las Palmas (Canaries) et itinérances).
- Prix Fondation Blachère, en hommage à Goddy Leye, qui récompense le travail d’un jeune vidéaste (dotation : 1500 €, accompagné d’une résidence à Apt, en France, suivie d’une exposition collective).

## Édition 2005
Les 6e Rencontres africaines de la photographie se sont déroulées en novembre 2005 autour du thème « Un autre monde ».
- Prix « Seydou Keïta » à Rana El Nemr (Égypte)
- Prix « Coup de cœur Accor » à Mamadou Konaté (Mali)
- Prix AFAA-Afrique en création à Fatoumata Diabaté
- Prix de l'Union européenne à Zohra Bensemra (Algérie)
- Prix de l'Agence intergouvernementale de la francophonie (AIF) du meilleur jeune prix.photographe de la francophonie à Ulrich-Rodney Mahoungou (République du Congo)
- Prix « Élan » de l'Agence française de développement à Uchechukwu James Iroha (Nigeria)
- Prix spécial du jury à Mikhael Subotzky (Afrique du Sud)

Le jury a rendu hommage à Ranjith Kally, (Afrique du Sud) pour l'ensemble de son œuvre.

## Édition 2007
La 7e édition des Rencontres africaines de la photographie a eu lieu du 24 novembre au 23 décembre 2007 autour du thème « Dans la ville et au-delà ». Un hommage fut rendu à deux photographes décédés en 2006, le Guyanais Serge Jongué et le Malgache Armand Seth Maksim,.. Une rétrospective a été consacrée au photographe camerounais Samuel Fosso.
- Prix « Seydou Keïta » à Calvin Dondo (Zimbabwé).
- Prix de « l'Organisation international de la francophonie » à Saïdou Dicko (Burkina Faso).
- Prix de « l'Union européenne, Prix du reportage » à Aida Muluneh (Éthiopie).
- Prix de « l'image » de la Fondation Blachère à Amal Kenawy (Égypte).
- Prix  « Afrique en création » à Sammy Baloji (République démocratique du Congo)
- Prix « Coup de pouce de l'AFD » à Mohamed Camara (Mali)
- Prix « Coup de cœur du jury » à Lolo Veleko (Afrique du Sud)

## Édition 2009
Les 8e Rencontres africaines de la photographie avaient pour thème les « frontières ». Elles ont eu lieu du 7 novembre au 7 décembre 2009. Ont été décernés, le 11 novembre 2009, les prix suivants :
- Prix « Seydou Keïta » à Uche Okpa Iroha (Nigeria)
- Prix de « l'Organisation international de la francophonie » à Guy Wouete (Cameroun)
- Prix de « l'Union européenne, Prix du reportage » à Jodie Bieber (Afrique du Sud)
- Prix « Elan de l'AFD » à Salif Traoré (Mali)
- Prix « Coup de cœur du jury » à Berry Bickle (Mozambique-Zimbabwé) et Abdoulaye Barry (Tchad)
- Prix « Casa Africa », de la coopération espagnole, à Zanele Muholi (Afrique du Sud)
- Prix « Jeune Talent de Bolloré Africa Logistics » à Baudouin Mouanda (Congo-Brazzaville)

## Édition 2011
Durant les 9e Rencontres africaines de la photographie, qui avaient pour thème « Pour un monde durable », ont été décernés les prix suivants :
- Prix « Seydou Keïta » à Pieter Hugo (Afrique du Sud)
- Prix de « l'Organisation international de la francophonie » à Khalil Nemmaoui (Maroc)
- Prix de « l'Union européenne, Prix du reportage » à Nyaba Léon Ouédraogo (Burkina-Faso) et Nyani Quarmyne (Ghana)
- Prix « Coup de cœur du jury » à Jehad Nga (Libye)
- Prix « Casa Africa », de la coopération espagnole, à Élise Fitté Duval (Martinique)[11]
- Prix de « l'image » de la Fondation Blachère à Khaled Hafez (Égypte)

## Édition 2013
L'édition 2013 est annulée en raison de la guerre au Mali.

## Édition 2015
Cette édition est endeuillée par la survenue d'un attentat à l'hôtel Radisson Blu de Bamako.

## Édition 2017
Le photographe ghanéen James Barnor est l'invité d'honneur des Rencontres 2017, baptisée Afrotopia en référence au livre éponyme de Felwine Sarr.  

## Édition 2019
Le poste de commissaire est attribué à Igo Diarra, directeur de la galerie bamakoise La Médina, et celui de directeur artistique au Camerounais Bonaventure Soh Bejeng Ndikung, fondateur du centre d’art Savvy à Berlin. À l’occasion des 25 ans des Rencontres de Bamako, 85 artistes et collectifs sont invités dans onze lieux de la ville.  